# Immermannstraße 19, Olvenstedter Platz 1

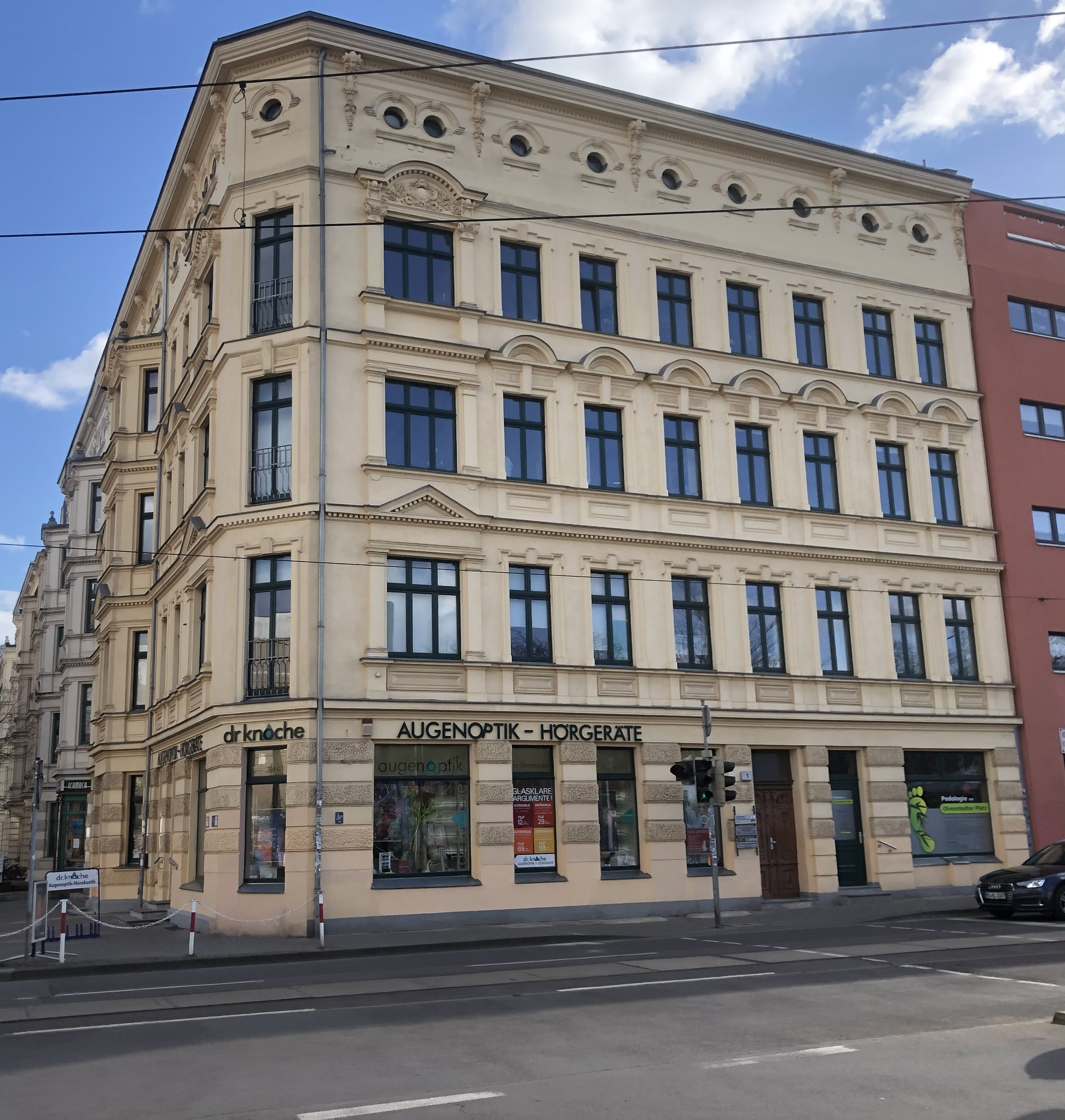
Haus Immermannstraße 19, Olvenstedter Platz 1

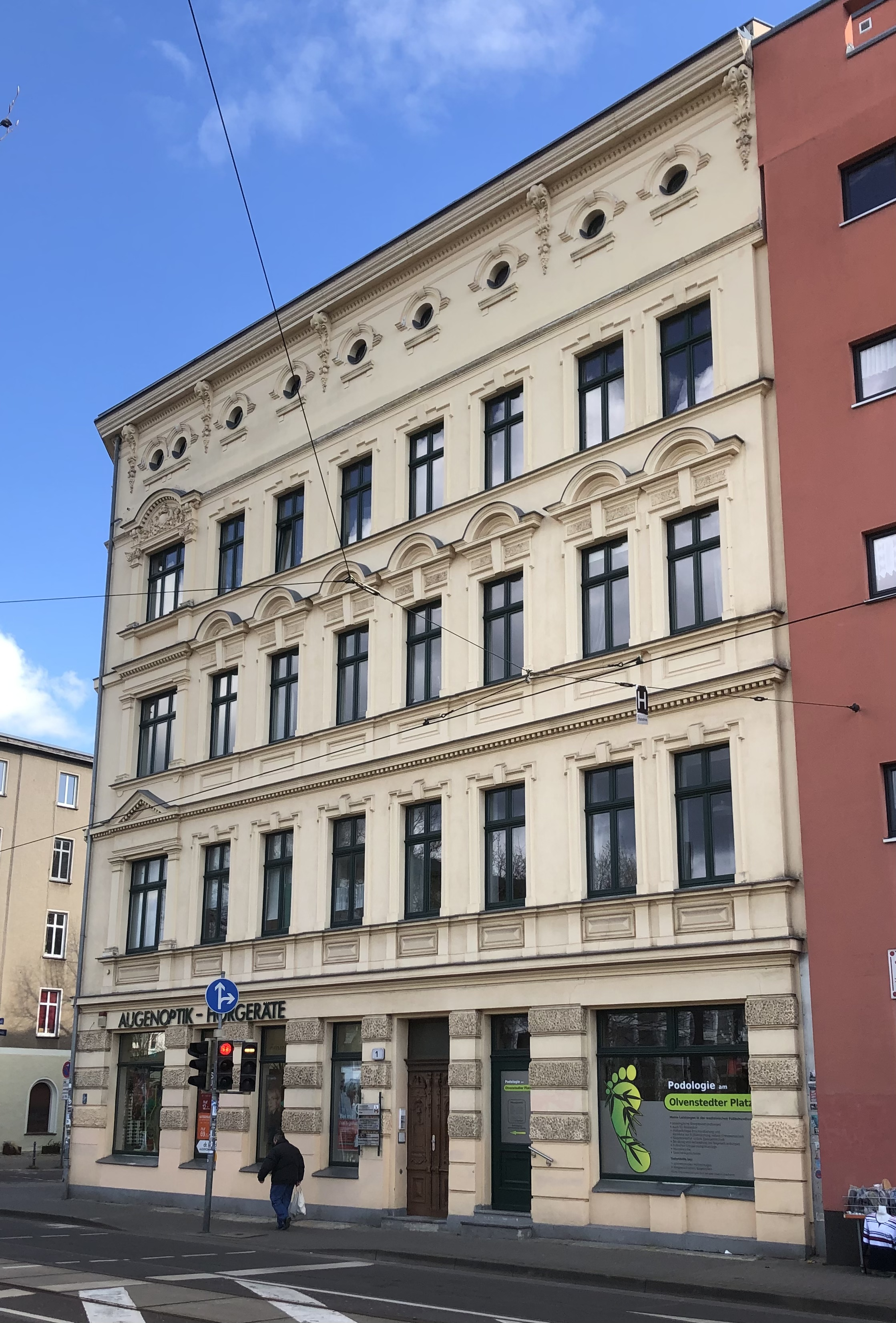
Blick von Nordwesten vom Olvenstedter Platz her

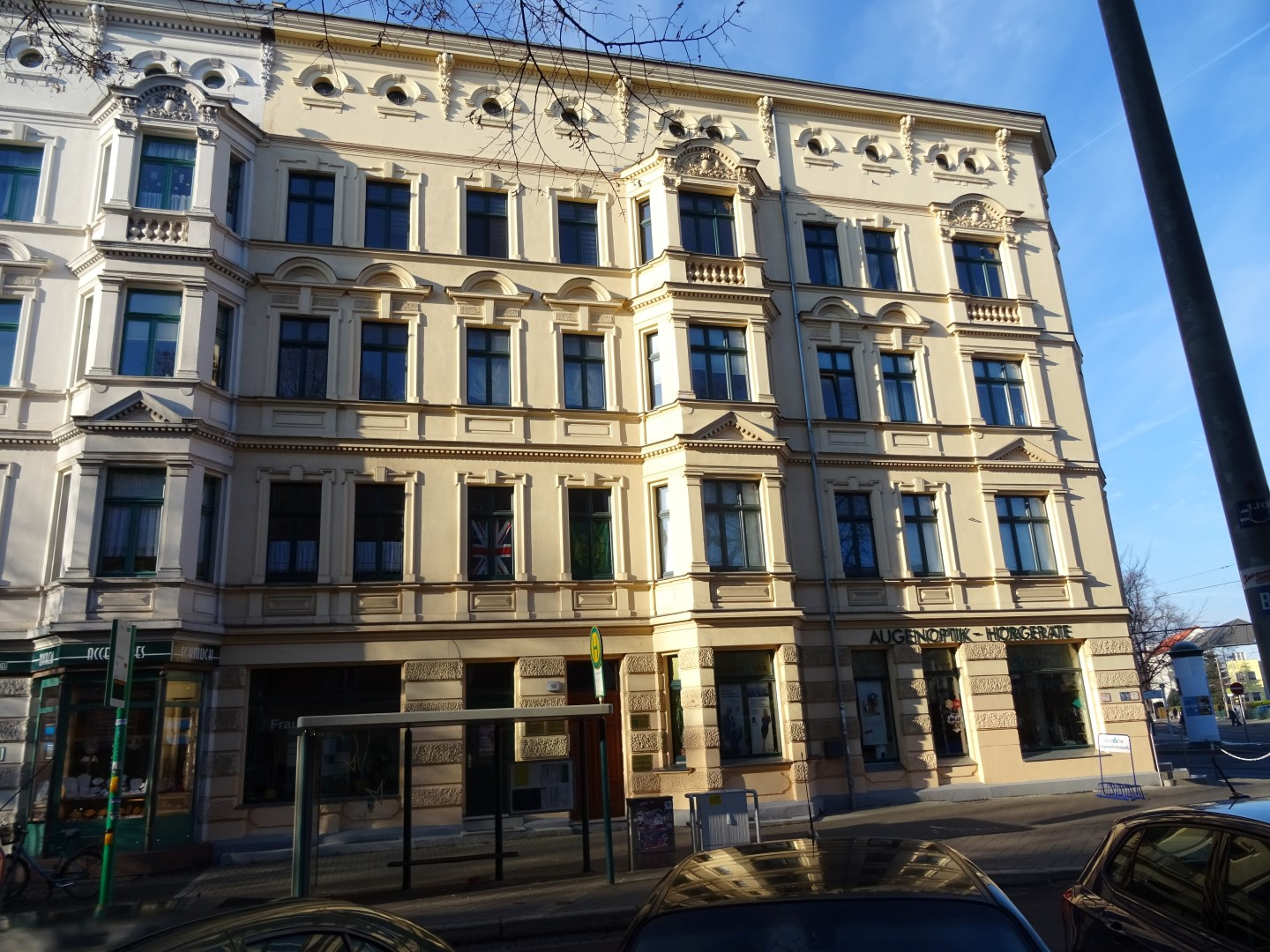
Blick von Osten, 2019

Das Gebäude Immermannstraße 19, Olvenstedter Platz 1 ist ein denkmalgeschütztes Wohn- und Geschäftshaus in Magdeburg in Sachsen-Anhalt.

## Lage
Es befindet sich im Magdeburger Stadtteil Stadtfeld Ost am nördlichen Ende der Immermannstraße, auf deren westlicher Seite. Es befindet sich in einer das Straßenbild prägenden Ecklage zum hier beginnenden, sich nach Westen erstreckenden Olvenstedter Platz. Südlich grenzt das gleichfalls denkmalgeschützte Haus Immermannstraße 20 an. Das Gebäude gehört außerdem zum Denkmalbereich Immermannstraße.

## Architektur und Geschichte
Der viereinhalbgeschossige Komplex entstand im Jahr 1895 durch Max Jaensch für August Reinke und besteht aus zwei Häusern. Die repräsentativen verputzten Fassaden sind eklektizistisch gestaltet und weisen Formen des Neobarocks und der Neorenaissance auf. Horizontal besteht eine Gliederung durch Rustika, liegende Fensterschürzen und profilierte Gesimsbänder. Im Mezzaningeschoss sind die Fensteröffnungen als Okuli ausgebildet.
Im örtlichen Denkmalverzeichnis ist das Wohn- und Geschäftshaus unter der Erfassungsnummer 094 81786 als Baudenkmal verzeichnet. Vermutlich versehentlich wurde das Haus darüber hinaus auch unter der Adresse Olvenstedter Platz mit der Erfassungsnummer 094 76938 geführt.
Das Gebäude gilt als Teil des gründerzeitlichen Straßenzugs als städtebaulich bedeutend.